# المسافة الشرجية التناسلية
المسافة الشرجية التناسلية هي المسافة من منتصف فتحة الشرج إلى الأعضاء التناسلية أو الجانب السفلي من كيس الصفن أو المهبل. يعتبر مهمًا من الناحية الطبية لعدد من الأسباب، في كل من البشر والحيوانات، بما في ذلك تحديد الجنس وكعلامة على التعرض لاضطراب الغدد الصماء.  يتم تنظيمه بواسطة ديهيدروتستوستيرون، والذي يمكن أن يتأثر بالفثالات الشائعة في البلاستيك. قد يؤثر اضطراب الغدد الصماء على نمو الدماغ.

## في البشر
أظهرت الدراسات المبكرة أن العجان البشري كان يبلغ ضعف طوله في الذكور مقارنة بالإناث، ولكن وُجد منذ ذلك الحين أنه هذا الطول يبلغ ثلاثة أرباع المسافة في الذكور مقارنة بالإناث،  على الرغم من أن الذكور لديهم تباين أكبر. تم اقتراح قياس المسافة الشرجية التناسلية في البشر حديثي الولادة كطريقة لا تنتهك الخصوصية لتحديد تأنيث الذكور وبالتالي التنبؤ بالاضطرابات الإنجابية لحديثي الولادة والبالغين.
دراسة أجراها سوان وآخرون أثبتت أن المسافة الشرجية مرتبطه بالخصوبة عند الذكور وحجم القضيب. الذكور ذوي المسافة القصيره (أقل من المتوسط حوالي 52 مم) لديهم عرضه للخطر أكثر بسبع مرات في أن يكونوا أقل خصوبة من أولئك الذين لديهم مسافة شرجية تناسلية أطول. أيضا يرتبط بحجم السائل المنوي وعدد الحيوانات المنوية. تزيد المسافة الشرجية التناسلية الأقل من المتوسط أيضًا من احتمالية حدوث خصية هاجرة، وانخفاض عدد الحيوانات المنوية وأورام الخصية في مرحلة البلوغ. كان الأطفال ذوو التعرض الكلي للفثالات عالياً أكثر عرضة بتسعين مرة للحصول على مسافة شرجية تناسلية قصيرة، على الرغم من عدم ارتباط كل نوع من أنواع الفثالات التسعة التي تم اختبارها مع مسافة شرجية تناسلية قصيرة.
ذكروت الدراسة أيضاً أن مستويات الفثالات المرتبطة بتخفيضات مسافة شرجية تناسلية كبيرة موجودة في ما يقرب من ربع الأمريكيين الذين تم اختبارهم من قبل مراكز السيطرة على الأمراض والوقاية منها لأعباء الجسم من الفثالات.
أنجبت النساء اللواتي لديهن مستويات عالية من الفثالات في بولهن أثناء الحمل أبناءً كانوا أكثر عرضة بعشر مرات لأن يكون لديهم مسافة شرجية تناسلية أقصر من المتوقع.
دراسة 2018 بواسطة باريت وأخرون وجدت أن الفتيات اللواتي يولدن لنساء مصابات بمتلازمة تكيس المبايض لديهن مسافة شرجية تناسيلة أطول، مما يشير إلى تعرض الجنين لهرمون التستوستيرون أعلى من الفتيات اللواتي يولدن لنساء لا يعانون من متلازمة تكيس المبايض 

### الظروف
الإحليل التحتي والخصية الهاجرة هي ظروف يمكن أن تحدث في الذكور الذين يعانون من مسافة شرجية تناسلية قصيرة. تشمل المشاكل الأخرى عند الذكور خطر خلل تكوين الغدد التناسلية.

## في الحيوانات الأخرى
كانت هناك دراسات مكثفة لتأثيرات المسافة الشرجية التناسلية على الحيوانات. في بعض الحيوانات يتم قياسها بشكل روتيني لتحديد الصحة العامة.
أظهرت التجارب أنه في دراسات القوارض يتم تقصير هذه المسافة عندما تتعرض الأم لمواد كيميائية مضادة للأندروجين، مثل ثنائي بيوتيل فثالات أو بنزيل بيوتيل فثالات.
يزيد بيسفينول A بجرعات معينة من المسافة الشرجية التناسلية لكلا الجنسين في دراسة أجريت على الفئران.
في عام 2017، جوبيكريشنتاه وأخرون دراسة للعلاقة بين المسافة الشرجية التناسلية والخصوبة في أبقار هولشتاين الكندية. فوجدوا أن الزيادة في المسافة الشرجية التناسلية لها علاقة عكسية مع نجاح الحمل بعد التلقيح الاصطناعي الأول.

## القياس
مؤشر الشرج التناسلي (AGI) هو مؤشر يستخدم لقياس المسافة الشرجية التناسلية. يتم حسابه على أنه المسافة الشرجية التناسلية مقسومًة على الوزن [مؤشر الشرج التناسلي (AGI) = المسافة الشرجية التناسلية (AGD) / الوزن (مم / كجم)].
يتم قياس المسافة الشرجية التناسلية على النحو التالي: من مركز فتحة الشرج إلى التقارب الخلفي لجام الشفرين الصغيرين (حيث يبدأ الدهليز الفرجي) عند الإناث؛ ومن مركز فتحة الشرج إلى ملتقى جلد العجان الأملس مع الجلد المتضخم لكيس الصفن عند الذكور.